# Bøssemager
En bøssemager er et ældre udtryk for en våbenmekaniker eller specialiseret finmekaniker. Tidligere var en bøssemager en militær håndværker af underofficersgrad, hvis arbejde det var at holde afdelingens våben i tjenestedygtig stand. Bøssemagere blev først i det 18. århundrede fastansatte ved de geværbevæbnede afdelinger, idet man før den tid benyttede tilfældig arbejdskraft. Senere fremstillede og forhandlede bøssemagere deres egne våben.
En af de førende danske bøssemagere var Carl Heinrich Delcomyn.